# Vladimir Trusenëv
Vladimir Ivanovič Trusenёv (in russo Владимир Иванович Трусенёв?; Buinsk, 3 agosto 1931 – 2001) è stato un discobolo sovietico.

## Palmarès
| Anno | Manifestazione | Sede      | Evento           | Risultato | Misura  | Note |
| ---- | -------------- | --------- | ---------------- | --------- | ------- | ---- |
| 1958 | Europei        | Stoccolma | Lancio del disco | Bronzo    | 53,74 m |      |
| 1960 | Olimpiadi      | Roma      | Lancio del disco | 15º       | 52,93 m |      |
| 1962 | Europei        | Belgrado  | Lancio del disco | Oro       | 57,11 m |      |
| 1964 | Olimpiadi      | Tokyo     | Lancio del disco | 8º        | 54,78 m |      |